# Guglielmo III di Baviera
Guglielmo III di Baviera (Monaco di Baviera, 1375 – Monaco di Baviera, 12 settembre 1435) fu duca di Baviera-Monaco, assieme al fratello Ernesto, dal 1397 fino alla sua morte.

## Biografia

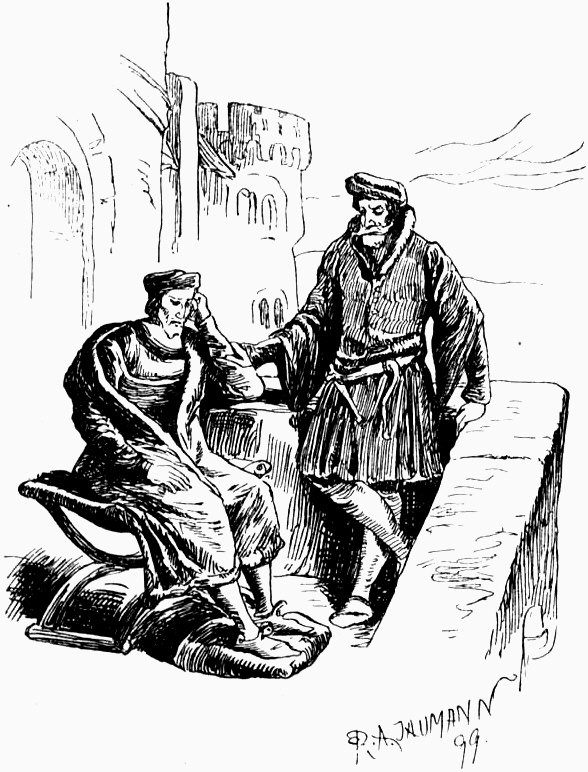
il duca Guglielmo e suo nipote Alberto III in un disegno del 1899

Guglielmo era figlio di Giovanni II di Baviera e di Caterina di Gorizia. Nel 1397 successe al padre nel governo del Ducato di Baviera-Monaco, insieme al fratello Ernesto.
Nel 1429, all'estinzione della dinastia dei Wittelsbach di Straubing, d'Olanda e di Hainaut, ingaggiò insieme al fratello Ernesto una lotta con i cugini Enrico XVI e Ludovico VII. Ottennero così metà del Ducato di Baviera-Straubing, che divenne così parte dei territori di Baviera-Monaco.
Guglielmo appoggiò Sigismondo nelle guerre hussite e appoggiò il cognato Venceslao contro Roberto, nella lotta per il titolo di imperatore. Egli stesso, inoltre, fu preso in considerazione come possibile candidato a imperatore.

## Ascendenza
|                          |   |                           | Genitori                 |  |  | Nonni |  |  | Bisnonni           |  |  | Trisnonni              |  |
|                          |   |                           |                          |  |  |       |  |  | Ludovico il Bavaro |  |  | Ludovico II di Baviera |  |
|                          |   |                           |                          |  |  |       |  |  | Ludovico il Bavaro |  |  | Ludovico II di Baviera |  |
|                          |   | Matilde d'Asburgo         |                          |  |  |       |  |  | Ludovico il Bavaro |  |  |                        |  |
| Stefano II di Baviera    |   |                           |                          |  |  |       |  |  | Ludovico il Bavaro |  |  |                        |  |
|                          |   | Beatrice di Slesia-Glogau | Bolko I di Świdnica      |  |  |       |  |  |                    |  |  |                        |  |
|                          |   | Beatrice di Slesia-Glogau | Bolko I di Świdnica      |  |  |       |  |  |                    |  |  |                        |  |
|                          |   | Beatrice di Slesia-Glogau | Beatrice del Brandeburgo |  |  |       |  |  |                    |  |  |                        |  |
| Giovanni II di Baviera   |   | Beatrice di Slesia-Glogau |                          |  |  |       |  |  |                    |  |  |                        |  |
|                          |   | Federico III d'Aragona    | Pietro III d'Aragona     |  |  |       |  |  |                    |  |  |                        |  |
|                          |   | Federico III d'Aragona    | Pietro III d'Aragona     |  |  |       |  |  |                    |  |  |                        |  |
|                          |   | Federico III d'Aragona    | Costanza di Sicilia      |  |  |       |  |  |                    |  |  |                        |  |
| Isabella d'Aragona       |   | Federico III d'Aragona    |                          |  |  |       |  |  |                    |  |  |                        |  |
|                          |   | Eleonora d'Angiò          | Carlo II d'Angiò         |  |  |       |  |  |                    |  |  |                        |  |
|                          |   | Eleonora d'Angiò          | Carlo II d'Angiò         |  |  |       |  |  |                    |  |  |                        |  |
|                          |   | Eleonora d'Angiò          | Maria Arpad d'Ungheria   |  |  |       |  |  |                    |  |  |                        |  |
| Guglielmo III di Baviera |   | Eleonora d'Angiò          |                          |  |  |       |  |  |                    |  |  |                        |  |
|                          | … | …                         |                          |  |  |       |  |  |                    |  |  |                        |  |
|                          | … | …                         |                          |  |  |       |  |  |                    |  |  |                        |  |
|                          | … | …                         |                          |  |  |       |  |  |                    |  |  |                        |  |
| Mainardo VI di Gorizia   | … |                           |                          |  |  |       |  |  |                    |  |  |                        |  |
|                          |   | …                         | …                        |  |  |       |  |  |                    |  |  |                        |  |
|                          |   | …                         | …                        |  |  |       |  |  |                    |  |  |                        |  |
|                          |   | …                         | …                        |  |  |       |  |  |                    |  |  |                        |  |
| Caterina di Gorizia      |   | …                         |                          |  |  |       |  |  |                    |  |  |                        |  |
|                          |   | …                         | …                        |  |  |       |  |  |                    |  |  |                        |  |
|                          |   | …                         | …                        |  |  |       |  |  |                    |  |  |                        |  |
|                          |   | …                         | …                        |  |  |       |  |  |                    |  |  |                        |  |
| Caterina di Pfannenberg  |   | …                         |                          |  |  |       |  |  |                    |  |  |                        |  |
|                          |   | …                         | …                        |  |  |       |  |  |                    |  |  |                        |  |
|                          |   | …                         | …                        |  |  |       |  |  |                    |  |  |                        |  |
|                          |   | …                         | …                        |  |  |       |  |  |                    |  |  |                        |  |
|                          |   | …                         |                          |  |  |       |  |  |                    |  |  |                        |  |